# 西野藤助
西野 藤助（にしの とうすけ、1878年（明治11年）12月27日 - 1934年（昭和9年）9月18日）は、日本の実業家。福井県を人絹織物王国にした立役者。福井県今立郡岡本村（現・越前市定友町）にて、西野市兵衛(源助)の四男として誕生。
福井撚糸染工を経て福井精錬加工（現在のセーレン株式会社(英: SEIREN CO.,LTD.)）、福井紡績（現在のダイワボウホールディングス株式会社）などを設立し、代表を務める。
1932年（昭和7年）に福井人絹取引所を開設し初代理事長となる。1934年（昭和9年）9月18日死去。享年57歳。福井県多額納税者、没後に正六位の位記を追賜。

## 経歴等
| 1913年（大正2年）10月    | 福井県内の蚕糸業者をまとめ、海外との取引も見込んで福井蚕糸商組合を組織し組長に就任                                                                             |
| 1916年（大正5年）5月     | 羽二重織物の精錬を目的とする福井撚糸染工株式会社を創設する。(現在のセーレンの前身)                                                                             |
| 1919年（大正8年）9月     | アメリカ合衆国で開催された国際労働会議に松井文太郎(衆議院議員)と共に出席                                                                                       |
| 1922年（大正11年）3月    | モスリン製織をする、福井織物株式会社を組織し代表に就任 |
| 1923年（大正12年）6月    | 輸出の羽二重製造を行う、日の出織物株式会社を設立し代表に就任。この会社は820台の自動織機を備え東洋一の設備を誇った                                              |
| 1923年（大正12年）9月    | 福井撚糸染工株式会社の拡大のため、周辺の同業他社を個人で買収し合併させ福井精錬加工株式会社を新たに設立し代表に就任する（現在のセーレン株式会社）               |
| 1925年（大正14年）6月    | 福井染色株式会社創設、社長に就任 |
| 1926年（大正15年）12月   | 福井紡績株式会社（後の大和紡績、現ダイワボウ）を設立し社長に就任                                                                                               |
| 1927年（昭和2年）6月     | 福井染色加工組合を設立 |
| 1930年（昭和5年）2月     | 福井レーヨン商組合が成立、組合長に就任 |
| 1932年（昭和7年）5月     | 日本で初めての人絹取引所である福井人絹取引所を開所 |
| 1933年（昭和8年）5月     | インドで開催された日印会商では政府代表として出席 |
| 1933年（昭和8年）9月     | 福井レーヨン商組合長、福井人絹取引所理事長、商工会議所会頭を歴任する。                                                                                         |
| 1934年（昭和9年）9月     | 社会事業育成のため120万円(現在の30億円)を当時の県知事・近藤駿介に福井の産業振興に役立てるため提供し、その内30万円(現在の7億円)が人絹会館の建設費に充てられた。 |
| 1934年（昭和9年）9月18日 | 人絹会館の完成を待たず肝臓癌で急逝。57歳 |
| 1934年（昭和9年）10月    | 意志を継いだ福井人絹取引所幹部による人絹会館建設委員会を結成し会館建設に着手。清水組(現在の清水建設)に建設を発注する。                                         |